# Сертич-Поляна
44°55′ пн. ш. 15°34′ сх. д. / 44.92° пн. ш. 15.56° сх. д.
Сертич-Поляна (хорв. Sertić Poljana) — населений пункт у Хорватії, в Лицько-Сенській жупанії у складі громади Плитвицька Єзера.

## Населення
Населення за даними перепису 2011 року становило 12 осіб.
Динаміка чисельності населення поселення:

## Клімат
Середня річна температура становить 7,49 °C, середня максимальна – 20,07 °C, а середня мінімальна – -6,22 °C. Середня річна кількість опадів – 1430 мм.
| Клімат поселення                              | Клімат поселення | Клімат поселення | Клімат поселення | Клімат поселення | Клімат поселення | Клімат поселення | Клімат поселення | Клімат поселення | Клімат поселення | Клімат поселення | Клімат поселення | Клімат поселення | Клімат поселення |
| Показник                                      | Січ.             | Лют.             | Бер.             | Квіт.            | Трав.            | Черв.            | Лип.             | Серп.            | Вер.             | Жовт.            | Лист.            | Груд.            |                  |
| Середній максимум, °C                         | 4,86             | 5,26             | 7,67             | 11,43            | 16,52            | 19,95            | 20,07            | 19,53            | 15,80            | 11,64            | 6,76             | 3,71             |                  |
| Середня температура, °C                       | −0,67            | −0,28            | 2,14             | 5,90             | 11,00            | 14,40            | 16,72            | 16,19            | 12,45            | 8,28             | 3,44             | 0,37             |                  |
| Середній мінімум, °C                          | −6,22            | −5,83            | −3,4             | 0,36             | 5,45             | 8,88             | 13,38            | 12,85            | 9,11             | 4,96             | 0,08             | −2,97            |                  |
| Норма опадів, мм                              | 95               | 100              | 106              | 123              | 111              | 115              | 86               | 101              | 135              | 152              | 169              | 137              |                  |
| Середньомісячна швидкість вітру, м/с          | 2.14             | 2.24             | 2.52             | 2.43             | 2.25             | 2.01             | 1.96             | 1.88             | 1.93             | 2.10             | 2.26             | 2.34             |                  |
| Середньомісячна сонячна радіація, кДж/м²·день | 4598             | 7280             | 10637            | 14966            | 18915            | 20706            | 22338            | 19033            | 14218            | 9225             | 5019             | 3824             |                  |
| --------------------------------------------- | ---------------- | ---------------- | ---------------- | ---------------- | ---------------- | ---------------- | ---------------- | ---------------- | ---------------- | ---------------- | ---------------- | ---------------- | ---------------- |
| Джерело:                                      |                  |                  |                  |                  |                  |                  |                  |                  |                  |                  |                  |                  |                  |